# 比克海姆
比克海姆是德国莱茵兰-普法尔茨州的一个市镇。总面积2.30平方公里，总人口144人，其中男性76人，女性68人（2011年12月31日），人口密度63人/平方公里。